# دختر عموی من ریچل
دختر عموی من ریچل (به انگلیسی: My Cousin Rachel) رمانی از نویسنده انگلیسی، دافنه دوموریه است که در سال ۱۹۵۱ منتشر گردید. مانند ربه‌کا، این رمان نیز در گونه معمایی-عاشقانه نوشته شده‌است و وقایع آن در ابتدا در کورن‌وال صورت می‌گیرد.

## اقتباس‌ها
اولین فیلم اقتباس شده از این رمان در سال ۱۹۵۲ به کارگردانی هنری کاستر با بازی ریچارد برتون و اولیویا دی هاویلند به نام دختر عموی من ریچل ساخته‌شد. فیلم بعدی با همان نام در سال ۲۰۱۷ به کارگردانی راجر میشل و با بازی ریچل وایس، سم کلفلین و ایان گلن پخش شد.